# Frédéric Gilliard
Frédéric Gilliard (* 18. Juni 1884 in Sitten; † 13. September 1967 in Lausanne) war ein Schweizer Architekt und Archäologe.

## Leben
Frédéric Gilliard war der Sohn des Grundbesitzers Edmond Gilliard und dessen Ehefrau Marie (geb. Malherbe). Seine Brüder waren:
- Edmond Gilliard (* 10. Oktober 1875 in Fiez, † 11. März 1969 in Lausanne), Schriftsteller[1];
- Pierre Gilliard, Erzieher und Hauslehrer für Französisch am Hof des letzten russischen Zaren, Nikolaus II.

Er war der Cousin von Charles Gilliard (* 16. Februar 1879 in Fiez, † 19. September 1944 in Lausanne), Präsident der Société d’histoire de la Suisse romande, der Allgemeinen Geschichtsforschenden Gesellschaft der Schweiz sowie der Eidgenössischen Maturitätskommission.
In der Zeit von 1904 bis 1909 studierte er Architektur am Polytechnikum Zürich und setzte dieses 1909 an der Ecole des Beaux-Arts in Paris fort, um es dort 1910 abzuschliessen.
Nach seiner Rückkehr nach Lausanne arbeitete er anfangs im Büro von Bonnard & Picot, bis er 1913 mit seinem Schulfreund Frédéric Godet (1885–1937) ein eigenes Architekturbüro eröffnete. 
Er spezialisierte sich als Experte bei verschiedenen Restaurationen, unter anderem dem Schloss Chillon und der Kathedrale Notre-Dame von Lausanne. Er leitete die Instandhaltung vieler historischer Gebäude in der Lausanner Altstadt, in Grandvaux das Haus Buttin-de-Loës, und etwa dreissig Westschweizer Kirchen, vor allem im Kanton Waadt, so unter anderem die Kirchen von Villette, Coppet, Commugny, Bassins, Combremont-le-Petit, Bière, Assens und insbesondere die reformierte Kirche Saint-Étienne in Moudon und die Schlösser von L’Isle und Vufflens.
In der Zeit von 1918 bis 1931 engagierte er sich im sozialen Wohnungsbau und baute mehrere Arbeitersiedlungen und -häuser in Lausanne, unter anderem den Prélaz-Komplex, Kirchen im Stadtteil Vennes und Bellevaux in Lausanne, in Le Mont-sur-Lausanne sowie in Bougy-Villars, Schulen in Sainte-Croix, Renens, Perroy und Arnex-sur-Orbe, die Ecole des métiers in Lausanne zusammen mit Charles Dubois und Jacques Favarger (1889–1967), und die psychogeriatrische Abteilung des Spitals von Cery. 
Er leitete die Grabungen der der vicus Lousonna in Vidy in Lausanne und gründete dort 1936 das Römische Museum Lausanne-Vidy.
Frédéric Gilliard war verheiratet mit Marguerite Emma, Tochter des Gustave Edouard Climent aus Cartigny.

## Gründungen und Mitgliedschaften
- 1910 gründete Frédéric Gilliard die Société d’art public und die Waadtländer Sektion des Schweizer Heimatschutzes, deren Präsident er von 1921 bis 1922 war.
- Er war von 1924 bis 1926 Generalsekretär des Schweizerischen Werkbundes, dass die Zusammenarbeit zwischen Kunst und Industrie fördern sollte.
- Von 1923 bis 1924 war er Präsident des Bundes Schweizer Architekten.

## Schriften (Auswahl)
- Concours de types d’habitations économiques à Lausanne organisé en 1920 par la Section romande de l’Union suisse pour l’amélioration du logement. Lausanne: Secrétariat de la Section romande U.S.A.L., 1921.
- Homes pour jeunes filles. 1924.
- Notes sur l’Église de Coppet et sa restauration.  Lausanne: Impr. de la Société suisse de publicité, 1927.
- René Delhorbe; Frédéric Gilliard: Architectures vaudoises.  Lausanne: Editions Les Dailles (A. Morel), 1930.
- Frédéric Gilliard; Louis Mayor: L’église de Villette et sa restauration. Lausanne: Impr. de la Soc. de la Gazette de Lausanne, 1932.
- L’église de Lavigny et ses peintures décoratives.  Lausanne, 1933.
- mit anderen Autoren: Das Bürgerhaus in der Schweiz. Zürich: Orell Füssli, 1933.
- L’église d’Orbe: étude historique et archéologique. Orbe: Librairie Jaques, 1934.
- Edmond Virieux; Frédéric Gilliard: Notes d’urbanisme: publiées par la Tribune de Lausanne en 1935–1936. 1936.
- Henry Meylan; Frédéric Gilliard: Eglises vaudoises dessinées et gravées. Lausanne: Imprimerie Centrale S.A., 1937.
- Gabriel Chamorel; Frédéric Gilliard; Jules Amiguet: L’église nationale vaudoise: la pierre et l’esprit. Lausanne: Rouge, 1937.
- Par les voies romaines. 1938. (Sonderdruck aus: Commémoration du Bi-Millenaire d'Auguste, 1938).
- Commémoration du bi-millénaire d’Auguste: Aventicum et et l’Helvetie: sommaire. Lausanne 1938.
- 25me anniversaire de la Section romande de l’Union suisse pour l’amélioration du logement: une évolution saisissante : d’une crise à une autre 1920–1945. In: Habitation: revue trimestrielle de la section romande de l’Association Suisse pour l’Habitat, Nr. 18 (1945).
- La maison Buttin-de Loës à Grandvaux: propriété de l’Association du Vieux-Lausanne. Lausanne: Impr. réunies, 1945.
- L’art dans le temple. Lausanne: Impr. M. Girod, 1945.
- Un quartier de Lousonna à la Maladière (Vidy): aux abords du marché, une place de débarquement. In: Revue historique vaudoise, Nr. 55 (1947).
- Société coopérative d’habitation de Lausanne: Groupe de Fontenay. In: Habitation: revue trimestrielle de la section romande de l’Association Suisse pour l’Habitat, Nr. 20 (1948).
- Frédéric Gilliard; Robert Hausmann; Jean Secrétan: Grande et belle, l’église Saint-Etienne doit vivre!  Lausanne: Impr. Centrale, 1950.
- Un quartier de Lousonna: description sommaire du plan des fouilles: 1935–1940. Lausanne: Ass. du Vieux-Lausanne, 1954.